# 多斯湖
46°26′57″N 9°12′17″E / 46.44917°N 9.20472°E

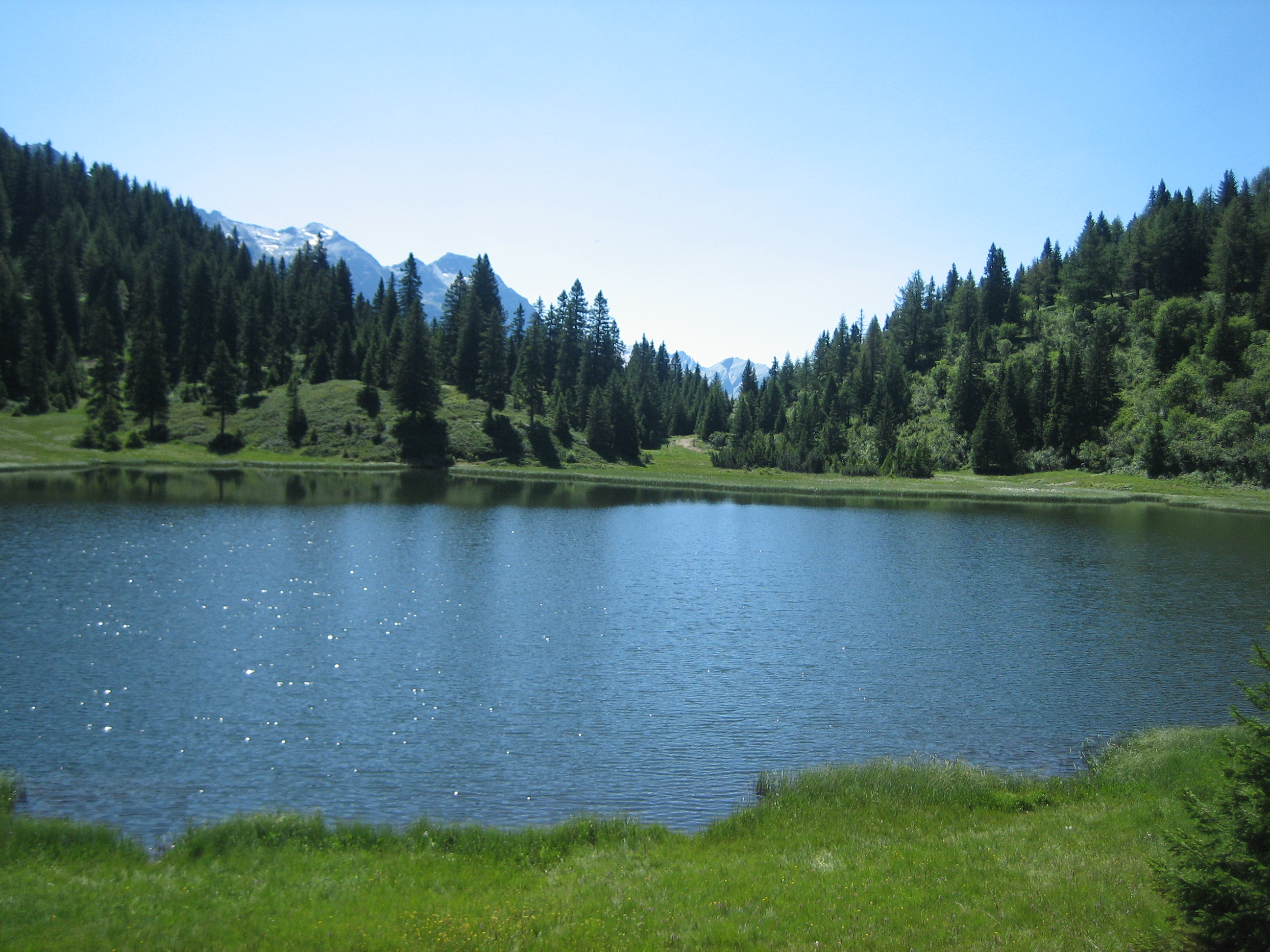

多斯湖（Lagh de Pian Doss），是瑞士的湖泊，位於該國東南部，由格勞賓登州負責管轄，長0.2公里、寬0.2公里，面積0.02平方公里，海拔高度1,652米，水體容量38萬立方米，最大水深6米。